# Плотки (Духовщинский район)
Плотки — деревня в Духовщинском районе Смоленской области России. Входит в состав Булгаковского сельского поселения. Население — 7 жителей (2007 год). 
Расположена в северной части области в 20 км к северо-западу от Духовщины, в 14 км западнее автодороги Р136 Смоленск — Нелидово, на берегу реки Шашура. В 40 км юго-восточнее деревни расположена железнодорожная станция Присельская на линии Москва — Минск.

## История
В годы Великой Отечественной войны деревня была оккупирована гитлеровскими войсками в июле 1941 года, освобождена в сентябре 1943 года.